# Curzon
Curzon és un municipi francès situat al departament de Vendée i a la regió de País del Loira. L'any 2007 tenia 448 habitants.

## Demografia

### Població
El 2007 la població de fet de Curzon era de 448 persones. Hi havia 192 famílies de les quals 46 eren unipersonals (21 homes vivint sols i 25 dones vivint soles), 84 parelles sense fills, 58 parelles amb fills i 4 famílies monoparentals amb fills.
La població ha evolucionat segons el següent gràfic:
Habitants censats

### Habitatges
El 2007 hi havia 323 habitatges, 195 eren l'habitatge principal de la família, 120 eren segones residències i 8 estaven desocupats. 316 eren cases i 5 eren apartaments. Dels 195 habitatges principals, 162 estaven ocupats pels seus propietaris, 28 estaven llogats i ocupats pels llogaters i 5 estaven cedits a títol gratuït; 10 tenien dues cambres, 37 en tenien tres, 75 en tenien quatre i 73 en tenien cinc o més. 147 habitatges disposaven pel capbaix d'una plaça de pàrquing. A 68 habitatges hi havia un automòbil i a 91 n'hi havia dos o més.

### Piràmide de població
La piràmide de població per edats i sexe el 2009 era:
| Homes | Edats   | Dones |
| ----- | ------- | ----- |
| 0     | 95 o +  | 0     |
| 0     | 90 a 94 | 0     |
| 0     | 85 a 89 | 0     |
| 0     | 80 a 84 | 0     |
| 20    | 75 a 79 | 4     |
| 16    | 70 a 74 | 32    |
| 12    | 65 a 69 | 16    |
| 16    | 60 a 64 | 20    |
| 8     | 55 a 59 | 12    |
| 8     | 50 a 54 | 0     |
| 20    | 45 a 49 | 12    |
| 8     | 40 a 44 | 16    |
| 4     | 35 a 39 | 8     |
| 0     | 30 a 34 | 4     |
| 16    | 25 a 29 | 8     |
| 8     | 20 a 24 | 4     |
| 8     | 15 a 19 | 12    |
| 20    | 10 a 14 | 8     |
| 8     | 5 a 9   | 4     |
| 8     | 0 a 4   | 8     |

## Economia
El 2007 la població en edat de treballar era de 231 persones, 165 eren actives i 66 eren inactives. De les 165 persones actives 137 estaven ocupades (75 homes i 62 dones) i 28 estaven aturades (9 homes i 19 dones). De les 66 persones inactives 26 estaven jubilades, 14 estaven estudiant i 26 estaven classificades com a «altres inactius».

### Ingressos
El 2009 a Curzon hi havia 187 unitats fiscals que integraven 426 persones, la mediana anual d'ingressos fiscals per persona era de 14.412 €.

### Activitats econòmiques
Dels 9 establiments que hi havia el 2007, 1 era d'una empresa alimentària, 2 d'empreses de construcció, 3 d'empreses de comerç i reparació d'automòbils, 1 d'una empresa financera, 1 d'una empresa de serveis i 1 d'una empresa classificada com a «altres activitats de serveis».
Dels 5 establiments de servei als particulars que hi havia el 2009, 1 era una oficina bancària, 2 guixaires pintors i 2 perruqueries.
L'únic establiment comercial que hi havia el 2009 era una fleca.
L'any 2000 a Curzon hi havia 14 explotacions agrícoles que ocupaven un total de 1.140 hectàrees.

## Equipaments sanitaris i escolars
El 2009 hi havia una escola elemental.

## Poblacions més properes
El següent diagrama mostra les poblacions més properes.